# Magnolijolike
Magnolijolike (Magnoliales), biljni red iz razreda Magnoliopsida koji obuhvaća šest porodica: Annonaceae, Degeneriaceae, Eupomatiaceae, Himantandraceae, Magnoliaceae i Myristicaceae.

## Porodice i rodovi
1. Familia Myristicaceae R. Br. (531 spp.)
  1. Mauloutchia (Baill.) Warb. (9 spp.)
  2. Neobrochoneura Figueiredo & Gideon F. Sm. (3 spp.)
  3. Brochoneura Warb. (1 sp.)
  4. Haematodendron Capuron (1 sp.)
  5. Doyleanthus Sauquet (1 sp.)
  6. Scyphocephalum Warb. (2 spp.)
  7. Pycnanthus Warb. (2 spp.)
  8. Staudtia Warb. (1 sp.)
  9. Coelocaryon Warb. (4 spp.)
  10. Compsoneura Warb. (17 spp.)
  11. Osteophloeum Warb. (1 sp.)
  12. Otoba (A. DC.) H. Karst. (12 spp.)
  13. Virola Aubl. (67 spp.)
  14. Bicuiba W. J. de Wilde (1 sp.)
  15. Iryanthera Warb. (24 spp.)
  16. Knema Lour. (93 spp.)
  17. Horsfieldia Willd. (104 spp.)
  18. Endocomia W. J. de Wilde (4 spp.)
  19. Gymnacranthera Warb. (7 spp.)
  20. Myristica Gronov. (176 spp.)
  21. Paramyristica W. J. de Wilde (1 sp.)
2. Familia Magnoliaceae Juss. (385 spp.)
  1. Subfamilia Magnolioideae Arn.
    1. Magnolia L. (383 spp.)

  2. Subfamilia Liriodendroideae (F. A. Barkley) Y. W. Law
    1. Liriodendron L. (2 spp.)
3. Familia Degeneriaceae I. W. Bailey & A. C. Sm. (2 spp.)
  1. Degeneria I. W. Bailey & A. C. Sm. (2 spp.)
4. Familia Himantandraceae Diels (1 sp.)
  1. Galbulimima F. M. Bailey (1 sp.)
5. Familia Eupomatiaceae Orb. (3 spp.)
  1. Eupomatia R. Br. (3 spp.)
6. Familia Annonaceae Juss. (2529 spp.)
  1. Subfamilia Anaxagoreoideae Chatrou, Pirie, Erkens & Couvreur
    1. Anaxagorea A. St.-Hil. (25 spp.)

  2. Subfamilia Meiocarpidioideae Chaowasku
    1. Meiocarpidium Engl. & Diels (1 sp.)

  3. Subfamilia Ambavioideae Chatrou, Pirie, Erkens & Couvreur
    1. Tribus Tetramerantheae
      1. Tetrameranthus R. E. Fr. (8 spp.)
      2. Cleistopholis Pierre ex Engl. (3 spp.)
      3. Ambavia Le Thomas (2 spp.)
      4. Mezzettia Becc. (4 spp.)

    2. Tribus Canangeae Chaowasku
      1. Lettowianthus Diels (1 sp.)
      2. Cananga (DC.) Hook. fil. & Thomson (2 spp.)
      3. Cyathocalyx Champ. ex Hook. fil. & Thomson (8 spp.)
      4. Drepananthus Maingay ex Hook. fil. & Thomson (27 spp.)

  4. Subfamilia Annonoideae Raf.
    1. Tribus Bocageeae Endl.
      1. Mkilua Verdc. (1 sp.)
      2. Cymbopetalum Benth. (27 spp.)
      3. Porcelia Ruiz & Pav. (7 spp.)
      4. Bocagea A. St.-Hil. (5 spp.)
      5. Cardiopetalum Schltdl. (2 spp.)
      6. Trigynaea Schltdl. (9 spp.)
      7. Hornschuchia Nees (12 spp.)
      8. Froesiodendron R. E. Fr. (4 spp.)

    2. Tribus Xylopieae Endl.
      1. Artabotrys R. Br. (116 spp.)
      2. Xylopia L. (179 spp.)

    3. Tribus Duguetieae Chatrou & R. M. K. Saunders
      1. Pseudartabotrys Pellegr. (1 sp.)
      2. Letestudoxa Pellegr. (3 spp.)
      3. Duguetia A. St.-Hil. (95 spp.)
      4. Fusaea (Baill.) Saff. (2 spp.)
      5. Duckeanthus R. E. Fr. (1 sp.)

    4. Tribus Guatterieae Hook. fil. & Thomson
      1. Guatteria Ruiz & Pav. (186 spp.)

    5. Tribus Annoneae Endl.
      1. Neostenanthera Exell (4 spp.)
      2. Boutiquea Le Thomas (1 sp.)
      3. Anonidium Engl. & Diels (5 spp.)
      4. Goniothalamus Hook. fil. & Thomson (138 spp.)
      5. Diclinanona Diels (3 spp.)
      6. Annona L. (179 spp.)
      7. Disepalum Hook. fil. (10 spp.)
      8. Asimina Adans. (10 spp.)
      9. Deeringothamnus Small (1 sp.)

    6. Tribus Monodoreae Baill.
      1. Ophrypetalum Diels (1 sp.)
      2. Sanrafaelia Verdc. (1 sp.)
      3. Mischogyne Exell (5 spp.)
      4. Uvariodendron (Engl. & Diels) R. E. Fr. (15 spp.)
      5. Monocyclanthus Keay (1 sp.)
      6. Uvariopsis Engl. (19 spp.)
      7. Isolona Engl. (21 spp.)
      8. Monodora Dunal (17 spp.)
      9. Asteranthe Engl. & Diels (3 spp.)
      10. Hexalobus A. DC. (6 spp.)
      11. Uvariastrum Engl. (6 spp.)

    7. Tribus Uvarieae Hook. fil. & Thomson
      1. Uvaria L. (166 spp.)
      2. Dielsiothamnus R. E. Fr. (1 sp.)
      3. Pyramidanthe Miq. (12 spp.)
      4. Fissistigma Griff. (62 spp.)
      5. Afroguatteria Boutique (3 spp.)
      6. Toussaintia Boutique (4 spp.)
      7. Sphaerocoryne Scheff. (12 spp.)
      8. Cleistochlamys Oliv. (1 sp.)
      9. Monanthotaxis Baill. (95 spp.)
      10. Desmos Lour. (17 spp.)
      11. Wuodendron B. Xue, Y. H. Tan & Chaowasku (1 sp.)
      12. Wangia X. Guo & R. M. K. Saunders (2 spp.)
      13. Friesodielsia Steenis (46 spp.)
      14. Dasymaschalon (Hook. fil. & Thomson) Dalla Torre & Harms (30 spp.)

  5. Subfamilia Malmeoideae Chatrou, Pirie, Erkens & Couvreur
    1. Tribus Piptostigmateae Chatrou & R. M. K. Saunders
      1. Annickia Setten & Maas (8 spp.)
      2. Greenwayodendron Verdc. (6 spp.)
      3. Mwasumbia Couvreur & D. M. Johnson (1 sp.)
      4. Piptostigma Oliv. (17 spp.)
      5. Polyceratocarpus Engl. & Diels (9 spp.)
      6. Sirdavidia Couvreur & Sauquet (1 sp.)

    2. Tribus Malmeeae Chatrou & R. M. K. Saunders
      1. Unonopsis R. E. Fr. (48 spp.)
      2. Onychopetalum R. E. Fr. (2 spp.)
      3. Bocageopsis R. E. Fr. (4 spp.)
      4. Malmea R. E. Fr. (6 spp.)
      5. Pseudoxandra R. E. Fr. (24 spp.)
      6. Cremastosperma R. E. Fr. (36 spp.)
      7. Mosannona Chatrou (14 spp.)
      8. Ruizodendron R. E. Fr. (1 sp.)
      9. Ephedranthus S. Moore (7 spp.)
      10. Pseudomalmea Chatrou (4 spp.)
      11. Klarobelia Chatrou (13 spp.)
      12. Pseudephedranthus Aristeg. (2 spp.)
      13. Oxandra A. Rich. (27 spp.)

    3. Tribus Maasieae Chatrou & R. M. K. Saunders
      1. Maasia Mols, Kessler & Rogstad (6 spp.)

    4. Tribus Fenerivieae Chatrou & R. M. K. Saunders
      1. Fenerivia Diels (10 spp.)

    5. Tribus Dendrokingstonieae Chatrou & R. M. K. Saunders
      1. Dendrokingstonia (Hook. fil. & Thomson) Rauschert (3 spp.)

    6. Tribus Monocarpieae Chatrou & R. M. K. Saunders
      1. Monocarpia Miq. (4 spp.)
      2. Leoheo Chaowasku (1 sp.)

    7. Tribus Miliuseae Hook. fil. & Thomson
      1. Orophea Blume (62 spp.)
      2. Phoenicanthus Alston (2 spp.)
      3. Pseuduvaria Miq. (60 spp.)
      4. Platymitra Boerl. (2 spp.)
      5. Alphonsea Hook. fil. & Thomson (36 spp.)
      6. Miliusa Lesch. ex A. DC. (62 spp.)
      7. Polyalthia Blume (101 spp.)
      8. Trivalvaria Miq. (11 spp.)
      9. Marsypopetalum Scheff. (5 spp.)
      10. Mitrephora (Blume) Hook. fil. & Thomson (51 spp.)
      11. Phaeanthus Hook. fil. & Thomson (9 spp.)
      12. Popowia Endl. (26 spp.)
      13. Huberantha Chaowasku (35 spp.)
      14. Desmopsis Saff. (28 spp.)
      15. Stenanona Standl. (17 spp.)
      16. Sapranthus Seeman (9 spp.)
      17. Tridimeris Baill. (4 spp.)
      18. Meiogyne Miq. (33 spp.)
      19. Sageraea Dalzell (9 spp.)
      20. Stelechocarpus (Blume) Hook. fil. & Thomson (5 spp.)
      21. Neouvaria Airy Shaw (7 spp.)
      22. Monoon Miq. (72 spp.)

### Cronquistov sustav
Prema Cronquistu (1988) ovaj red pripada podrazredu Magnoliidae i pripadaju mu 10 porodica
1. Winteraceae
2. Degeneriaceae
3. Himantandraceae
4. Eupomatiaceae
5. Austrobaileyaceae
6. Magnoliaceae
7. Lactoridaceae →sinonim za Aristolochiaceae de Jussieu, 1789
8. Annonaceae
9. Myristicaceae
10. Canellaceae

### Tahtadžjanov sustav
Tahtadžjan (1997.) ga isto uključuje u podrazred Magnoliidae ali u nadred Magnolianae s 3 porodice:
1. Degeneriaceae
2. Himantandraceae
3. Magnoliaceae

### Thorneov sustav
Thorne (1992.) uključuje ga u nadred Magnolianae i dijeli na 5 podreda:
- a. podred Illiciineae
  - porodica Illiciaceae
  - porodica Schisandraceae
- b. podred Magnoliineae
  - porodica Magnoliaceae (12/220)
    - potporodica Magnolioideae - 11 rodova preko 220 vrsta
    - potporodica Liriodendroideae - 1 rod,  2 sp. (Liriodendron)

  - porodica Degeneriaceae (1/2 - Degeneria)
  - porodica Himantandraceae (1/2 - Galbulimima)
  - porodica Eupomatiaceae (1/2 - Eupomatia)
  - porodica Annonaceae (132/2300)
  - porodica Aristolochiaceae (8/400) 
    - Asaroideae - 3 roda, 71 sp. (Asarum, Hexastylis, Saruma)
    - potporodica Aristolochioideae - 5 rodova, 330 sp.

  - porodica Myristicaceae (17/300)
  - porodica Canellaceae (6/21)
- c. podred Austrobaileyineae
  - porodica Austrobaileyaceae (1/1)
- d. podred Laurineae
  - porodica Amborellaceae (1/1)
  - porodica Trimeniaceae (1/5)
  - porodica Chloranthaceae (4/70)
  - porodica Monimiaceae (32/335) 
    - potporodica Hortonioideae - 1 rod 3 sp. (Hortonia)
    - potporodica Monimioideae - 3 roda 18 sp. (Monimia, Palmeria, Peumus)
    - potporodica Mollinedioideae - 19 rosdova, 145 sp.
    - potporodica Atherospermatoidea - 7 rodova 16 sp.
    - potporodica Siparunoideae - 1 rod, 150 sp. (Siparuna)
    - potporodica Glossocalycoideae - 1 rod 3 sp. (Glossocalyx)

  - porodica Gomortegaceae (1/1)
  - porodica Calycanthaceae (3/7)
    - potporodica Idiospermoideae - 1 rod 1 sp. (Idiospermum)
    - potporodica Calycanthoideae - 2 roda 6 sp. (Calycanthus, Chimonanthus)

  - porodica Lauraceae (31/2490)
    - potporodica Lauroideae - 30 rodova, 2470 sp.
    - potporodica Cassythoideae - 1 rod 20 sp. (Cassytha)

  - porodica Hernandiaceae (4/64)
    - potporodica Hernandioideae - 2 roda 42 sp. (Hernandia, Illigera)
    - potporodica Gyrocarpoideae - 1 rod 7 sp. (Gyrocarpus)
    - potporodica Sparattanthelioide - 1 rod 15 sp. (Sparattanthelium)
- e. podred Piperineae
  - porodica Lactoridaceae (1/1)
  - porodica Saururaceae (5/7)
  - porodica Piperaceae (8/2000) 
    - potporodica Piperoideae - 4 roda 1000 sp.
    - potporodica Peperomioideae - 4 roda 1000 sp.